# Hauroko
A Hauroko Új-Zéland legmélyebb tava, a Déli-szigeten, Southland régióban, a Fiordland Nemzeti Parkban található. A tó 30 kilométer hosszú, 63 km²-es felületű. S alakú medrét az utolsó jégkorszakban gleccserek mélyítették ki, a közeli fjordokhoz hasonlóan, csak ez a meder a jég elolvadása után nem maradt összeköttetésben a tengerrel. A felszín tengerszint feletti magassága 150 méter, a tó mélysége 462 méter, és ezzel Új-Zéland és egész Óceánia legmélyebb tava.

## Elhelyezkedése
Az ország egyik legdélebbi tava, 35 kilométerre található Tuatapere településtől, a hasonló méretű Monowai és Poteriteri tavak között. Fölös vizét a 20 kilométer hosszú Wairaurahiri folyó vezeti le a Foveaux-szorosba, 10 kilométerre nyugatra a Te Waewae öböltől. Nevének jelentése maori nyelven zúgó szél.

## A sziget legendája
A tó egyetlen szigete, a Mary-sziget, több helyi legenda színtere. 1967-ben a szigeten felfedezték egy maori nő 17. századi sírját egy barlangban. A kutatások szerint a nő a ngati moimoi maori törzs főnökasszonya volt. A rácsokkal elzárt sír kívülről ma is megtekinthető.

## Fordítás
Ez a szócikk részben vagy egészben a Lake Hauroko című angol Wikipédia-szócikk ezen változatának fordításán alapul.  Az eredeti cikk szerkesztőit annak laptörténete sorolja fel. Ez a jelzés csupán a megfogalmazás eredetét és a szerzői jogokat jelzi, nem szolgál a cikkben szereplő információk forrásmegjelöléseként.